# ウェウェテナンゴ
ウェウェテナンゴ（Huehuetenango）はグアテマラ西部にある都市であり、首都のグアテマラシティの西269kmに位置する。人口は約88,600人（2003年）である。ウェウェテナンゴ県の県都である。
ウェウェテナンゴは1524年にマヤ系の民族の一部族であるマム族の首都であったサクレウを征服した後にスペイン人によって建設された。マム族の子孫は現在でもウェウェテナンゴ周辺に住んでおり、サクレウ遺跡は程近いところに位置しており観光客を集めている。

## 双子都市
- コミタン、メキシコ・チアパス州